# Neys Provincial Park
Neys Provincial Park är en park i Kanada.   Den ligger i provinsen Ontario, i den sydöstra delen av landet, 900 km väster om huvudstaden Ottawa. Neys Provincial Park ligger 430 meter över havet.
Terrängen runt Neys Provincial Park är platt söderut, men norrut är den kuperad. Neys Provincial Park ligger uppe på en höjd. Trakten runt Neys Provincial Park är nära nog obefolkad, med mindre än två invånare per kvadratkilometer.. Närmaste större samhälle är Marathon, 11,0 km öster om Neys Provincial Park. 
I omgivningarna runt Neys Provincial Park växer i huvudsak blandskog.